# شیخ صفی‌الدین اردبیلی
شیخ صفی‌الدین ابوالفتح اسحاق اردبیلی مشهور به شیخ صفی‌الدین اردبیلی (۶۵۰–۷۳۵ قمری) عارف و صوفی ایرانی بود که به عنوان نیای خاندان صفویان شناخته می‌شود. وی از تبار فیروزشاه زرین‌کلاه و ساکن منطقه مغان بود. برخی اشعار او به زبان آذری در منابعی مانند صفوةالصفا و سلسلةالنسب ثبت شده‌است.

صفی‌الدین خانقاهی در اردبیل تأسیس کرد که به مرکزیت طریقت صفویه تبدیل شد. نام این خاندان صوفی بعدها به دودمان حاکم صفویان داده شد.

## زندگی

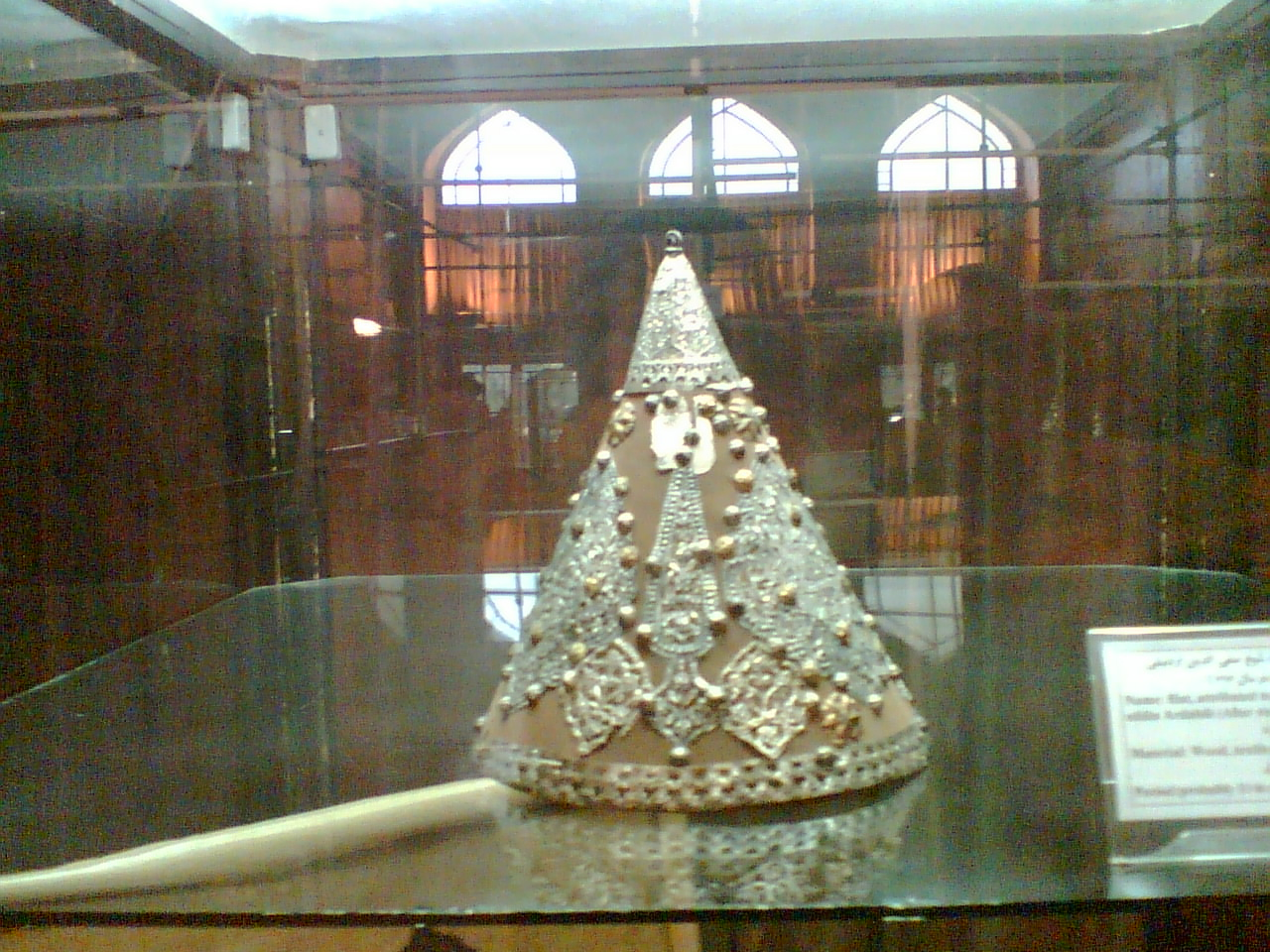
کلاه صفی‌الدین موجود در چهل‌ستون اصفهان

نمایی از بقعه صفی‌الدین اردبیلی

صفی‌الدین اردبیلی (زادهٔ ۶۵۰ قمری در کلخوران) عارف و بنیانگذار سلسلهٔ صفویه بود. وی در منطقهٔ اردبیل در خانواده‌ای کشاورز به دنیا آمد. خاستگاه اجدادی وی به روستای رنگین در گیلان و سپس اسفرنجان در نزدیکی اردبیل بازمی‌گردد.

پدر وی، امین‌الدین جبراییل، با وجود برخورداری از درآمد کشاورزی، زندگی انزواطلبانه‌ای داشت. صفی‌الدین در جوانی به تحصیل علوم دینی پرداخت و همزمان گرایش به عبادت و ریاضت پیدا کرد. وی زمان زیادی را در آرامگاه‌های اولیا می‌گذراند و به کوه سبلان — که در باورهای محلی مقدس شمرده می‌شد — سفر می‌کرد.

میزان تحصیلات رسمی وی به‌طور دقیق مشخص نیست، اما منابع تاریخی از آشنایی او با قرآن، فقه و زبان‌های عربی، پارسی، ترکی و مغولی خبر می‌دهند. به گزارش عالم‌آرای عباسی، وی حافظ قرآن بود و در علوم دینی تبحر داشت. روضات الجنان نیز به دانش ادبی وی اشاره کرده است.
صفی‌الدین در ۲۰ سالگی بنا به توصیه یکی از عارفان همعصر خود، عازم شیراز شد تا به محضر نجیب‌الدین بزغوش شیرازی از صوفیان مشهور آن دوره برسد. این سفر که از اردبیل آغاز شده بود، با توجه به شرایط سفر در سدهٔ هفتم هجری، بیش از دو ماه به طول انجامید. هنگام رسیدن به شیراز، نجیب‌الدین پیش از این درگذشته بود.

در سالهای پس از این واقعه، صفی‌الدین به دیدار مشایخ صوفیه در شیراز و نواحی اطراف پرداخت. برخی منابع تاریخی از ملاقات او با سعدی، شاعر نامدار شیرازی، در این دوره خبر داده‌اند که طی آن سعدی نسخه‌ای از دیوان خود را به وی اهدا کرد. این ارتباط به رابطهٔ مرید و مرادی منجر نشد.

در همین دوره، صفی‌الدین با شهرت تاج‌الدین ابراهیم گیلانی آشنا شد و تصمیم به ملاقات او گرفت. سفر بعدی او از فارس به گیلان با دشواری‌های متعددی همراه بود و گزارش‌هایی از بیماری صفی‌الدین در طول این سفر وجود دارد. سرانجام او زاهد گیلانی را در منطقه‌ای ساحلی نزدیک دریای خزر یافت.

بر اساس منابع معتبر، این ملاقات در سال ۶۷۵ هجری قمری و هنگامی رخ داد که صفی‌الدین ۲۵ سال داشت و زاهد گیلانی در دههٔ ششم زندگی به سر می‌برد. صفی‌الدین به مدت ۲۵ سال پس از این ملاقات در خانقاه زاهد گیلانی باقی ماند. در سالهای پایانی عمر زاهد گیلانی که با کاهش بینایی او همراه بود، صفی‌الدین مسئولیت‌های بیشتری در مدیریت خانقاه بر عهده گرفت.

### طریقت زاهدیه
در طول این سال‌ها، پیوندهای خانوادگی بین صفی‌الدین و زاهد گیلانی با دو ازدواج متقابل تحکیم شد. صفی‌الدین با فاطمه، دختر زاهد، ازدواج کرد و در مقابل، دختر خود از همسر اولش را به عقد شمس‌الدین، پسر زاهد، درآورد. پس از این رویدادها، زاهد، صفی‌الدین را به عنوان جانشین خود انتخاب کرد و در سخنانی به او گفت: «من توانستم به عزلت و عبادت بپردازم، اما تو چنین نخواهی کرد. خداوند مقام والاتری برای تو در نظر گرفته است. تو باید مسئولیت تربیت مریدان را بیش از پیش بپذیری و بر شمار آنان بیفزایی.»  

پس از درگذشت زاهد گیلانی، صفی‌الدین به رهبری طریقت زاهدیه رسید و تمامی دارایی‌ها و جایگاه معنوی او را به ارث برد. این میراث شامل رهبری یک طریقت صوفیانه با مریدان بسیار، اموال و موقوفات گسترده، و روابط نزدیک با مقامات حکومتی ایلخانان مغول بود. ایلخانان و درباریان آن‌ها به‌ویژه به تصوف ایرانی علاقه‌مند بودند و مشایخ صوفیه را مورد احترام قرار می‌دادند.  

صفی‌الدین سال‌ها پیش از مرگ زاهد، به نمایندگی از او با مریدان و شاگردان در مناطق مختلف در ارتباط بود؛ بنابراین، جانشینی او با مخالفت گسترده‌ای روبه‌رو نشد. با این حال، جمال‌الدین، پسر ارشد زاهد، از این انتخاب ناخشنود بود و در سال‌های نخست رهبری صفی‌الدین، به تحریکاتی علیه او دست زد. با این وجود، جایگاه و نفوذ صفی‌الدین به حدی بود که رهبری او را با تهدید جدی مواجه نکرد.

### طریقت صفویه

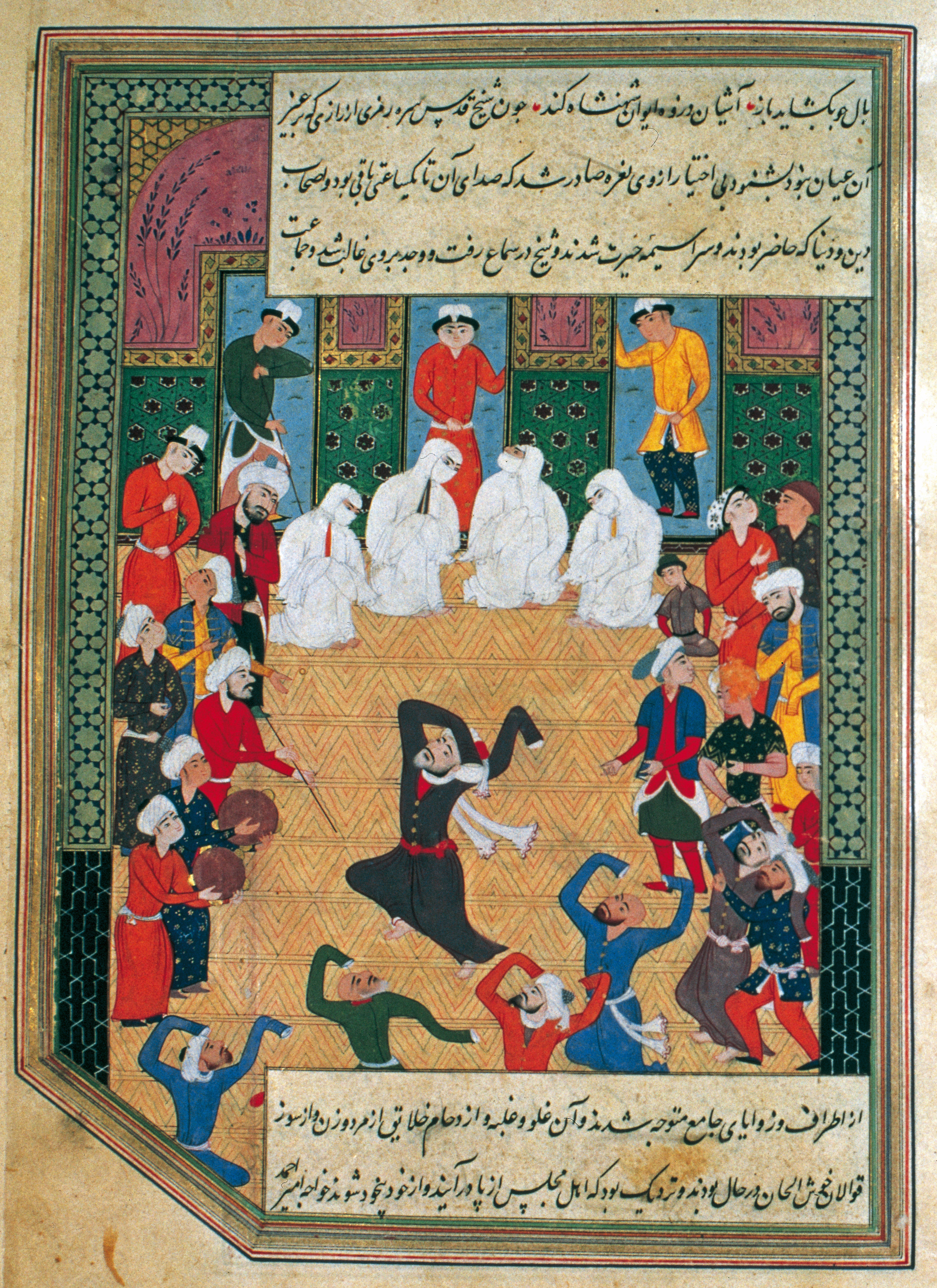
شیخ صفی‌الدین در حال رقص سماع به همراه مریدانش از کتاب صفوةالصفا

پس از تثبیت موقعیت خود، صفی‌الدین پس از سال‌ها دوری به زادگاهش بازگشت. اردبیل در این زمان همچنان شهری کوچک و دور از مسیرهای اصلی به شمار می‌رفت. از این پس، اردبیل جایگاه گیلان را در طریقت زاهدیه گرفت و مرکزیت این طریقت به آنجا انتقال یافت.
اگرچه صفی‌الدین به شهر نیاکان خود که دوران کودکی و نوجوانی‌اش را در آن گذرانده بود، علاقه داشت، اما بازگشت به اردبیل اهدافی راهبردی را دنبال می‌کرد. اردبیل شهری کوچک بود که توجه چندانی را جلب نمی‌کرد و دسترسی به آن نیز دشوار بود. این شهر با کوه‌ها، جنگل‌ها و باتلاق‌های صعب‌العبور احاطه شده بود که امنیت طبیعی برای آن ایجاد می‌کرد.
اقدام مهم بعدی صفی‌الدین، انتخاب فرزندش صدرالدین موسی به عنوان جانشین بود. این انتخاب که در طریقت‌های صوفیانه مرسوم نبود، نظام انتقال رهبری از پدر به پسر را پایه‌گذاری کرد. بدین ترتیب رهبری طریقت در خاندان او موروثی شد و طریقت زاهدیه به «طریقت صفویه» معروف گردید.
در آغاز بازگشت به اردبیل، صفی‌الدین تنها دارای زمین‌های محدودی از میراث پدری بود. اما با گسترش نفوذ طریقت، املاک بسیاری به خانقاه او وقف شد، به طوری که در زمان وفاتش، دارایی‌های او شامل بیش از بیست روستا بود. همچنین ارتباطات او با ایلخانان مغول و مقامات حکومتی، از جمله ابوسعید بهادرخان، موقعیت سیاسی طریقت را تقویت کرد.
درآمدهای حاصل از موقوفات صرف حمایت از فقرا، صوفیان و گسترش شبکه‌های تبلیغی طریقت در مناطق مختلف ایران ایلخانی می‌شد. صفی‌الدین به ساخت بناهای عمومی مانند مساجد و حمام‌ها نیز توجه داشت. گفته می‌شود در اواخر عمرش در گفت‌وگویی با امیر چوپان ادعا کرد که شمار مریدانش از سپاهیان مغول بیشتر است و امیر چوپان این ادعا را تأیید نمود.
صفی‌الدین در زمان خود مورد احترام مردم و حکومت بود. از او دیوانی به زبان آذری باقی مانده است. او هم‌دوره با الجایتو ایلخان مغول می‌زیست و سلطان محمد خدابنده با او با احترام رفتار می‌کرد. روایتی نقل شده که هنگام تکمیل شهر سلطانیه، الجایتو از صفی‌الدین و علاءالدوله سمنانی دعوت کرد. وقتی صفی‌الدین از خوردن غذا خودداری کرد، الجایتو پرسید اگر غذا حرام بود، چرا علاءالدوله آن را خورد؟ صفی‌الدین پاسخ داد: «علاءالدوله دریاست و دریا آلوده نمی‌شود.» علاءالدوله نیز گفت: «صفی شاهبازی است که به هر غذایی میل نمی‌کند.» این روایت در منابع صوفیه نقل شده است.
در اواخر عمر، صفی‌الدین به دلیل ریاضت‌های شدید و پرهیزهای غذایی، سلامت خود را از دست داد. با این حال تا پایان عمر به امور شرعی و اطعام فقرا پایبند بود. او در ۱۲ محرم ۷۳۵ قمری در ۸۵ سالگی درگذشت و در خانقاه خود به خاک سپرده شد. در زمان وفات، پسرش صدرالدین موسی در سفر بود و همسرش نیز چند هفته پس از او درگذشت.

## مذهب و نسب
بیشتر منابع تاریخی، نیاکان شیخ صفی‌الدین اردبیلی را از اهل سنت و پیرو مذهب شافعی دانسته‌اند که از خاندان بنی‌هاشم بوده و از حجاز به منطقه کردستان ایران مهاجرت کردند.
عبدالحسین زرین‌کوب، پژوهشگر و مورخ، در کتاب جستجو در تصوف ایران با استناد به منابع متعدد، مذهب وی را سنی شافعی ذکر کرده است. به گفته او:  
مذهب صفی‌الدین، تسنن و بر طریقه شافعی بود. هرچند برخی از سخنان و اشعار منسوب به او، حاکی از ارادت به علی بن ابی‌طالب است، این موضوع با سنی بودن او — که در منابعی مانند احسن التواریخ نیز آمده — منافاتی ندارد. در نامه‌ای از عبیدالله خان ازبک به شاه طهماسب (سال ۹۳۶ قمری) تصریح شده که: «پدر بزرگوار شما، مرحوم شیخ صفی، از بزرگان اهل سنت و جماعت بود.»

زرین‌کوب در ادامه می‌افزاید:  
هرچند سیادت صفی‌الدین مورد انکار نیست، تشیع او محل تردید است. سنی بودن او از نوشته‌ها و سخنانش آشکار است و حتی نام ابوبکر و عمر در شجره‌نامه خاندانش دیده می‌شود. با این حال، سنی بودن او و اجدادش به معنای بی‌اعتنایی به اهل بیت نبوده و او همواره به خاندان پیامبر احترام می‌گذاشت. این رویکرد با باورهای سنی او ناسازگار نبود.
در مقابل، احمد کسروی، تاریخ‌نگار معاصر، با استدلال‌های تاریخی، انتساب او را به سادات رد کرده است.

## دوبیتی به زبان آذری
از وی چندین دوبیتی به زبان آذری باقی مانده است در اینجا به چند مورد آن اشاره شده است:
| صفیم صافیم گنجان نمایم |  | بدل درده‌ژرم تن بی‌دوایم |

| کس بهستی نبرده ره باویان |  | از به نیستی چو یاران خاکپایم |

| تبه در ره ژاران ازبوجینم درد |  | رنده پاشان برم چون خاک جون کرد |

| مرگ ژیریم به میان دردمندان بور |  | ره بادیان به همراهی شرم برد |

| موازش از چه اویان مانده دوریم |  | از چو اویان خواصان پشت زوریم |

| دهشم درویش با عرش و به کرسی |  | سلطان شیخ زاهد چو کان کویم |

## ثبت در تقویم رسمی ایران
در جلسهٔ ۸۲۵اُم شورای عالی انقلاب فرهنگی، که به ریاست حسن روحانی برگزار شد، تصویب شد که روز ۴ مرداد در تقویم رسمی ایران به عنوان «روز بزرگداشت شیخ صفی‌الدین اردبیلی» ثبت شود. این تاریخ به مناسبت سالگرد تأسیس سلسلهٔ صفویه در ایران انتخاب شد. در مصوبهٔ این جلسه، بر نقش تاریخی صفویان در ترویج مذهب تشیع و ایجاد حکومتی متمرکز در ایران تأکید گردید. همزمان با این روز هفته استان اردبیل نیز در تهران و استان اردبیل برگزار می‌شود.